# Brison-Saint-Innocent
Brison-Saint-Innocent este o comună în departamentul Savoie din sud-estul Franței. În 2009 avea o populație de 2.143 de locuitori.

## Evoluția populației
| An        | 1975  | 1982  | 1990  | 1999  | 2006  | 2009  |
| --------- | ----- | ----- | ----- | ----- | ----- | ----- |
| Populație | 1.125 | 1.223 | 1.445 | 1.864 | 2.103 | 2.143 |